# Бошко Јанковић (фудбалер)
Бошко Јанковић (Београд, 1. март 1984) је бивши српски фудбалер. Играо је на позицији офанзивног везног играча.

## Клупска каријера

### Црвена звезда
Прошао је све млађе категорије Црвене звезде. За први тим је дебитовао у сезони 2002/03. код тренера Зорана Филиповића. У овој сезони је на 14 мечева у шампионату постигао три гола, а углавном је улазио са клупе за резерве. Први гол као првотимац постигао је у мечу осмине финала Купа против Радничког из Пирота у победи од 4:0. У наредној 2003/04. сезони, је у освајању дупле круне забележио четири меча у шампионату, и два у Купу, а највећи део сезоне је провео играјући на двојној регистрацији за Јединство са Уба.
Стандардан првотимац је постао по повратку са позајмице у сезони 2004/05. Скренуо је пажњу на себе у квалификацијама за Лигу шампиона, када је постигао гол у победи против холандског ПСВ-а у Београду од 3:2. Звезда је у реваншу у Ајндховену доживела тежак пораз (0:5) и пропустила још једну шансу да се пласира у групну фазу елитног такмичења. Јанковић је те сезоне укупно одиграо 38 такмичарских утакмица и постигао 11 погодака.
Јанковић је био међу носиоцима игре у сезони 2005/06, када је освојена дупла круна. Он и Никола Жигић су били најефикаснији фудбалери Звезде у шампионату са по 12 постигнутих голова, а црвено-бели су стигли до шампионске титуле, док је Куп освојен након преокрета у финалу против ОФК Београда од 0:2 до 4:2.
Почео је и сезону 2006/07. у Црвеној звезди. Наступио је у прва два кола Суперлиге Србије, као и у квалификацијама за Лигу шампиона против Корк Ситија и Милана. Након што су црвено-бели елиминисани у двомечу од Милана, Јанковић је прешао у Мајорку.

### Иностранство
Јанковић је крајем августа 2006. потписао петогодишњи уговор са Мајорком. Почетком марта 2007, на утакмици са Левантеом, Јанковић је постигао 10 гол у сезони. Да стигне до те бројке било му је потребно 1609. минута проведених у игри, чиме је оборио клупски рекорд који до тада држао Камерунац Самјуел Ето. У сезони 2006/07, Јанковић је у дресу Мајорке на 28 утакмица у Примери постигао девет голова, а поред тога је постигао и два гола у Купу.
Крајем јуна 2007. је потписао петогодишњи уговор са Палермом. Првенац у дресу Палерма је постигао 20. септембра 2007. на мечу против Младе Болеслав у Купу УЕФА. Ипак за разлику од времена проведеног у Мајорки, Јанковић у дресу Палерма није био толико ефикасан. На 26 утакмица у Серији А је постигао два гола. Први гол је постигао у 23. колу против Каљарија, а други у последњем 38. колу против Сијене. Почео је и сезону 2008/09. у Палерму, наступио је и у 1. колу Серије А, али је онда 1. септембра 2008. отишао на једногодишњу позајмицу у Ђенову.
У Ђенови је током сезоне 2008/09. на 25 одиграних утакмица у Серији А, постигао четири гола. Током лета 2009. Ђенова је искористила клаузулу из уговора на основу које је могла да након истека позајмице откупи Јанковићев уговор од Палерма. У августу 2009, током припрема са Ђеновом, Јанковић је доживео тешку повреду лигамената колена због чега је отишао на дугу паузу. Вратио се на терен тек у фебруару 2010, када је наступио на првенственој утакмици са Удинезеом. Након тог меча је наступио и у наредна два првенствена кола, да би се затим поново повредио. Иако се у први мах мислило да је у питању лакша повреда, каснијим прегледима установљено је да први хируршки захват обављен претходне јесени није у потпуности успео и да је потребна нова операција на повређеном менискусу. Након тога је Јанковић поново отишао на дугу паузу, због које је пропустио СП 2010. као и добар део јесењег дела сезоне 2010/11.
Вратио се на терену у новембру 2010. када је заиграо за млади тим Ђенове, а потом и за први тим на куп утакмици са Виченцом. У јануару 2011. је заиграо и на првенственој утакмици са Лацијом, а укупно је у овој сезони забележио шест првенствених утакмица. Наредну 2011/12. сезону је одиграо без повреда, и забележио је 30 првенствених наступа, уз шест постигнутих голова. Одиграо је још и сезону 2012/13. у Ђенови, током које је у једном периоду носио и капитенску траку.
У јулу 2013. је потписао двогодишњи уговор са Вероном, повратником у Серију А. Након две сезоне је потписао нови уговор са Вероном, а током лета 2016. је раскинуо уговор са овим клубом.

## Репрезентација
Јанковић је са младом репрезентацијом, прво Србије и Црне Горе а потом и Србије, наступао на три Европска првенства. Први шампионат Европе је одиграо код селектора Владимира Петровића Пижона 2004. у Немачкој, где је селекција СЦГ поражена у финалу од Италије. Затим је играо и 2006, код селектора Драгана Окуке, на шампионату у Украјини, где је национални тим поражен у полуфиналу од Украјине. Треће првенство Европе, и једино под заставом самосталне Србије, Јанковић је одиграо код селектора Мирослава Ђукића 2007. у Холандији. Млада репрезентација је на овом првенству стигла до финала, где је поражена од домаћина Холандије.
За сениорску репрезентацију Србије је одиграо 31 утакмицу и постигао пет голова. Дебитовао је 15. новембра 2006. против Норвешке (1:1) у Београду, а свој први гол је постигао против Португала 28. марта 2007. године у квалификацијама за Европско првенство 2008. Због повреде је пропустио Светско првенство 2010. у Јужној Африци. Последњи пут у дресу репрезентације Србије је наступио 31. маја 2012. у пријатељском мечу против Француске (0:2) у Ремсу.

## Статистика

### Клупска
| Клуб                     | Сезона            | Лига    | Лига   | Куп     | Куп    | Европа  | Европа | Укупно  | Укупно |
| Клуб                     | Сезона            | Наступа | Голова | Наступа | Голова | Наступа | Голова | Наступа | Голова |
| ------------------------ | ----------------- | ------- | ------ | ------- | ------ | ------- | ------ | ------- | ------ |
| Црвена звезда            | 2002/03.          | 14      | 3      | 1       | 1      | 0       | 0      | 15      | 4      |
| Црвена звезда            | 2003/04.          | 4       | 0      | 2       | 0      | 1       | 0      | 7       | 0      |
| Црвена звезда            | 2004/05.          | 28      | 9      | 4       | 1      | 6       | 1      | 38      | 11     |
| Црвена звезда            | 2005/06.          | 26      | 12     | 2       | 0      | 7       | 1      | 35      | 13     |
| Црвена звезда            | 2006/07.          | 2       | 0      | 0       | 0      | 4       | 0      | 6       | 0      |
| Црвена звезда            | Укупно            | 74      | 24     | 9       | 2      | 18      | 2      | 101     | 28     |
| Јединство Уб (позајмица) | 2003/04.          | 28      | 21     |         |        | —       | —      | 28      | 21     |
| Мајорка                  | 2006/07.          | 28      | 9      | 4       | 2      | —       | —      | 32      | 11     |
| Палермо                  | 2007/08.          | 26      | 2      | 2       | 0      | 2       | 1      | 30      | 3      |
| Палермо                  | 2008/09.          | 1       | 0      | 0       | 0      | —       | —      | 1       | 0      |
| Палермо                  | Укупно            | 27      | 2      | 2       | 0      | 2       | 1      | 31      | 3      |
| Ђенова                   | 2008/09.          | 25      | 4      | 1       | 0      | —       | —      | 26      | 4      |
| Ђенова                   | 2009/10.          | 3       | 0      | 0       | 0      | —       | —      | 3       | 0      |
| Ђенова                   | 2010/11.          | 6       | 0      | 1       | 0      | —       | —      | 7       | 0      |
| Ђенова                   | 2011/12.          | 30      | 6      | 1       | 0      | —       | —      | 31      | 6      |
| Ђенова                   | 2012/13.          | 19      | 4      | 1       | 0      | —       | —      | 20      | 4      |
| Ђенова                   | Укупно            | 83      | 14     | 4       | 0      | —       | —      | 87      | 14     |
| Верона                   | 2013/14.          | 18      | 2      | 1       | 0      | —       | —      | 19      | 2      |
| Верона                   | 2014/15.          | 18      | 1      | 1       | 0      | —       | —      | 19      | 1      |
| Верона                   | 2015/16.          | 15      | 1      | 3       | 1      | —       | —      | 18      | 2      |
| Верона                   | Укупно            | 51      | 4      | 5       | 1      | —       | —      | 56      | 5      |
| Укупно у каријери        | Укупно у каријери | 263     | 53     | 24      | 5      | 20      | 3      | 307     | 61     |

### Репрезентативна
| Србија | Србија  | Србија |
| Године | Наступа | Голова |
| ------ | ------- | ------ |
| 2006   | 1       | 0      |
| 2007   | 9       | 3      |
| 2008   | 9       | 1      |
| 2009   | 5       | 1      |
| 2010   | 1       | 0      |
| 2011   | 3       | 0      |
| 2012   | 3       | 0      |
| Total  | 31      | 5      |

#### Голови за репрезентацију
| #  | Датум             | Место                                     | Противник   | Гол   | Резултат | Такмичење                                 |
| -- | ----------------- | ----------------------------------------- | ----------- | ----- | -------- | ----------------------------------------- |
| 1. | 28. март 2007.    | Стадион Црвене звезде, Београд            | Португалија | 1 : 1 | 1 : 1    | Квалификације за Европско првенство 2008. |
| 2. | 2. јун 2007.      | Олимпијски стадион у Хелсинкију, Хелсинки | Финска      | 0 : 1 | 0 : 2    | Квалификације за Европско првенство 2008. |
| 3. | 17. октобар 2007. | Стадион Тофик Бахрамов, Баку              | Азербејџан  | 1 : 3 | 1 : 6    | Квалификације за Европско првенство 2008. |
| 4. | 31. мај 2008.     | Велтинс арена, Гелзенкирхен               | Немачка     | 0 : 1 | 2 : 1    | Пријатељска                               |
| 5. | 1. април 2009.    | Стадион Партизана, Београд                | Шведска     | 2 : 0 | 2 : 0    | Пријатељска                               |

## Трофеји
Црвена звезда
- Првенство Србије и Црне Горе : 2003/04, 2005/06.
- Куп Србије и Црне Горе : 2003/04, 2005/06.